# Pacific Tri Nations 1982
El Pacific Tri Nations de 1982 fue la 1.ª edición del torneo de selecciones de rugby del Pacífico.

## Equipos participantes
- Selección de rugby de Fiyi (Flying Fijians)
- Selección de rugby de Samoa (Manu Samoa)
- Selección de rugby de Tonga (ʻIkale Tahi)

## Posiciones
| Pos. | Equipo | Encuentros | Encuentros | Encuentros | Encuentros | Tantos  | Tantos    | Tantos     | Puntos Totales |
| Pos. | Equipo | jugados    | ganados    | empatados  | perdidos   | a favor | en contra | diferencia | Puntos Totales |
| ---- | ------ | ---------- | ---------- | ---------- | ---------- | ------- | --------- | ---------- | -------------- |
| 1    | Samoa  | 2          | 2          | 0          | 0          | 21      | 11        | + 10       | 4              |
| 2    | Fiyi   | 2          | 1          | 0          | 1          | 47      | 14        | + 33       | 2              |
| 3    | Tonga  | 2          | 0          | 0          | 2          | 7       | 50        | - 43       | 0              |

Nota: Se otorgan 2 puntos al equipo que gane un partido y 1 al que empate
|  | Campeón |

## Resultados
| 21 de agosto | Samoa | 10 - 8 | Fiyi |  |  |

| 25 de agosto | Tonga | 3 - 11 | Samoa |  |  |

| 28 de agosto | Fiyi | 39 - 4 | Tonga |  |  |

| Bandera de Samoa |
| Campeón Samoa    |
| Primer título    |